# 청도역
청도역(Cheongdo station, 淸道驛)은 경상북도 청도군 청도읍 고수리에 있는 경부선의 철도역이다. 모든 정규 무궁화호 열차와 일부 ITX-새마을이 정차한다.

## 연혁
- 1904년 1월 1일 : 청도역사 신축
- 1905년 1월 1일 : 철도영업 개시
- 1946년 11월 1일 : 역사 화재로 소실
- 1974년 4월 30일 : 역사 신축
- 1980년 7월 1일 : 특급 통일호 열차 정차
- 1984년 10월 1일 : 매표 전산화 판매
- 1984년 12월 1일 : 무궁화동차 신설 정차
- 1986년 5월 20일 : 5급역 승격
- 1987년 1월 5일 : 육교신설 개통
- 1987년 12월 11일 : 현재의 역사 신축
- 1997년 3월 5일 : 민속박물관 개관
- 1997년 10월 10일 : 역광장 전면 보수
- 1999년 10월 1일 : 6급역으로 변경
- 2010년 12월 30일 : 화물 취급 중지[1]
- 2012년 11월 1일 : 새마을호 무정차 통과
- 2014년 5월 12일 : ITX-새마을 일 4회 청도역 정차.
- 2015년 10월 16일 : 청도 불빛열차 운행 개시
- 2021년 12월 31일 : 청도 불빛열차 폐지
- 2024년 3월 4일 : 청도역 신축역사 공사 시작
- 2024년 5월 1일 : ITX마음 하행 1회 운행 개시
- 2025년 1월 1일 : 누리로 운행 종료

## 역 구조
승강장은 2면 4선의 쌍섬식 승강장으로 운용된다.

### 승강장
| ↑ 남성현        |
| ４３ \| ２１ \| |
| 상동 ↓          |

| 1 · 2 | 경부선 | ITX-새마을·무궁화호·누리로 | 부산·마산 방면   |
| 3 · 4 | 경부선 | ITX-새마을·무궁화호·누리로 | 동대구·서울 방면 |

## 인접한 역
| 경부선           | 경부선                          | 경부선              |
| ---------------- | ------------------------------- | ------------------- |
| 경산 서울 방면   | ITX-새마을 경부선·경전선·동해선 | 밀양 부산·진주 방면 |
| 동대구 서울 출발 | ITX-마음 경부선                 | 밀양 부산 방면      |
| 남성현 서울 방면 | 무궁화호 경부선·경전선          | 상동 부산·진주 방면 |